# 革命的共産主義者同盟 (日本)
革命的共産主義者同盟（かくめいてききょうさんしゅぎしゃどうめい）は、1957年に結成された日本の新左翼党派。略称、革共同。
前身は日本トロッキスト聯盟。分裂後の主な党派は革命的共産主義者同盟全国委員会（中核派）、日本革命的共産主義者同盟革命的マルクス主義派（革マル派）、日本革命的共産主義者同盟（第四インターナショナル日本支部）（第四インター）など。

## 概略
1955年、日本共産党が4年前の日本共産党第5回全国協議会（五全協）で決定した武装闘争路線を革命情勢は時期尚早とした上で、それまでの路線を極左冒険主義と自己批判した日本共産党第6回全国協議会（六全協）での決定は、とりわけ武装闘争の担い手だった急進的学生に深刻な動揺をもたらした。また翌1956年、当時のソ連の最高指導者フルシチョフによって、同国の絶対的指導者で死後も個人崇拝の対象であったスターリンが批判され（スターリン批判）、またソ連によって「社会主義国での労働者の蜂起」が弾圧されたハンガリー動乱が起こる。これらの事件から日本の共産主義者の一部は、日本共産党及びソ連＝スターリニズムを批判し、それに代わる組織を作ろうとする運動を始めた。そして1957年、日本トロッキスト聯盟を前身に革命的共産主義者同盟が誕生した。いわゆる、新左翼の誕生である。中心となったメンバーは太田竜、黒田寛一、西京司など。
革共同は、スターリンを批判したトロツキーの理論によっていたが、そのトロツキズムの度合いや運動方針によって、早くから分裂の動きが出ていた。主に、国際革命組織第四インターナショナルを支持するトロツキスト派（西、太田ら）と、「トロツキズムの乗り越え」を主張する反スターリン主義派（黒田、本多延嘉ら）に分かれて、内部対立が続いていた。初期革共同は、学生中心で若干の労働者を獲得した「サークル」の域を出なかった。また、急進的な学生は、共産党から分離して共産主義者同盟を結成し、全学連の執行部を握ったことから、初期革共同は急進的な学生の多数の獲得にも失敗したといえる。
- 1958年7月、当時第四インターナショナルの各国支部が行っていた加入戦術を日本社会党に対して適用するように主張して却下された太田竜が東京学芸大学と日比谷高校のグループを引き連れて脱党、日本トロツキスト同志会（トロ同。のちにICPこと国際主義共産党に改称）を結成して社会党への加入活動を行う（革共同第一次分裂）。
- 1959年1月、トロツキズムの乗り越えを主張する「反スターリン主義」を定式化した黒田が、自ら警視庁公安部に日本民主青年同盟の情報を渡そうとして未遂に終わっていたことが発覚。同年八月の革共同第一回大会で「スパイ行為という階級的裏切り行為」として、黒田は除名される。黒田とともに革共同内で「革命的マルクス主義グループ」（RMG）を形成していた本多らが黒田を追って、革共同を脱党。新たに革命的共産主義者同盟全国委員会（革共同全国委。この時点では中核派とは呼ばれていない）を結成する（革共同第二次分裂）。
- 1963年2月、革共同全国委から「党建設」と「労働運動」の方針をめぐって「黒田派」が分裂し、日本革命的共産主義者同盟革命的マルクス主義派（革マル派）を結成した。「本多派」は革共同全国委では多数派であったが、マルクス主義学生同盟では少数派であったため、「マル学同中核派」を組織したことから、「中核派」と呼称されるようになる（革共同第三次分裂）。
- 1965年2月、残っていた西派（革共同関西派）は、最盛期には千名のメンバーを誇っていた三多摩社会主義青年同盟を実質指導していた太田派（ICP）とともに、日本革命的共産主義者同盟（第四インターナショナル日本支部）として再統一した。しかし太田は、翌年に独断で指導した「立川米軍基地突入闘争」（太田竜の項参照）と日韓条約批准反対闘争の総括で批判され、脱党する。

分裂直後から、革命運動のヘゲモニーを競い合ってきた中核派と革マル派は、70年代に入り殺し合いの「戦争」状態に突入し、百名近くの死者と数百名の負傷者を出した。また中核派と第四インターは三里塚闘争の過程で対立し、1984年に中核派が一方的に第四インターを襲撃、頭蓋骨陥没と片足切断を含む8名の負傷者が出た。